# 脉胸扁蚜属
脉胸扁蚜属（学名：Quernaphis）也称皮胸扁蚜屬，为蚜科的一个属。

## 物种
本属包括以下物种：
- 朱栎扁蚜 Quernaphis chui Zhang Guangxue, 1992
- 单脉虱蚜 Quernaphis tuberculata (R.Takahashi, 1933)